# Scholfield Creek
La Scholfield Creek est un cours d'eau américain qui s'écoule dans le comté de Douglas, dans l'Oregon. Ce ruisseau traverse Reedsport puis se jette dans l'Umpqua près de l'embouchure de ce fleuve.